# That Was the Year That Was
That Was the Year That Was ist ein im Juli 1965 im Hungry i in San Francisco aufgenommenes Livealbum des US-amerikanischen Singer-Songwriters Tom Lehrer. Es beinhaltet 14 satirische Songs, die Lehrer ursprünglich für die von NBC von 1964 bis 1965 produzierte und ausgestrahlte wöchentliche Fernsehshow That Was The Week That Was geschrieben und mehrheitlich in den Sendungen vorgetragen hatte. Alle Songs behandeln Themen aus den seinerzeit aktuellen Nachrichten.

## Trackliste

### Seite 1
1. National Brotherhood Week – 2:35
2. MLF Lullaby – 2:25
3. George Murphy – 2:08
4. The Folk Song Army – 2:12
5. Smut – 3:15
6. Send the Marines – 1:46
7. Pollution – 2:17

### Seite 2
1. So Long, Mom (A Song for World War III) – 2:23
2. Whatever Became of Hubert? – 2:13
3. New Math – 4:28
4. Alma – 5:27
5. Who’s Next? – 2:00
6. Wernher von Braun – 1:46
7. The Vatican Rag – 2:14

## Themen der Songs
Die auf That Was the Year That Was enthaltenen Songs behandelten stets aktuelle Ereignisse der Jahre 1964 und 1965, in denen die Satiresendung That Was The Week That Was von Tom Lehrer musikalisch begleitet wurde.
- National Brotherhood Week – Der Song thematisiert die National Brotherhood Week, die von den 40er bis in die 80er Jahre alljährlich in der dritten Februarwoche von der National Conference for Community and Justice (NCCJ) veranstaltet wurde. Die erste Strophe bezieht sich auf den Rassismus in den Vereinigten Staaten, namentlich die erst mit dem Civil Rights Act of 1964 aufgehobene Rassentrennung an öffentlichen Schulen. Der Song wendet sich gegen die Heuchelei der (überwiegend weißen) Liberalen, auch die NCCJ war als eine Vereinigung weißer Protestanten, Juden und Christen entstanden: It’s fun to eulogize the people you despise, as long as you don’t let ’em in your school (deutsch: Es macht Spaß, die Menschen zu lobpreisen die du verachtest, solange du sie nicht in deine Schulen lässt). Im weiteren Text wird der nur für die National Brotherhood Week aufgehobene Hass zwischen den Religionen angesprochen, der "so amerikanisch wie Apple Pie" sei (Oh the protestants hate the catholics, (...) and the hindus hate the muslims, and everybody hates the jews).[1]

- MLF Lullaby – Die Multilateral Force (MLF) war ein 1963 von John F. Kennedy begonnenes militärisches Projekt, mit dem unter dem Dach der NATO U-Boote und 25 Kriegsschiffe mit SLBMs des Typs Polaris ausgerüstet werden sollten. Damit hätte auch West-Deutschland indirekt die Kontrolle über Kernwaffen erhalten, was in der US-amerikanischen Öffentlichkeit und auch von Lehrer in seinem "Wiegenlied" kritisiert wurde. Das Projekt scheiterte, insbesondere weil nur die USA und die Bundesrepublik Deutschland Finanzierungszusagen erteilten, und wegen des Ausstiegs Großbritanniens und Frankreichs.[2]

- George Murphy – George Murphy war ein Tänzer und Schauspieler am Broadway und in Hollywood, der 1951 für seine Tätigkeit in der Filmindustrie einen Ehrenoscar erhielt. Anfang der 60er Jahre übernahm er im Bundesstaat Kalifornien den Vorsitz der Republikaner. 1964 bewarb er sich für Kalifornien um einen Sitz im Senat und besiegte den demokratischen Amtsinhaber Pierre Salinger. Im Wahlkampf wurde ausgiebig Murphys Schauspielerkarriere thematisiert und die Frage ausgeworfen, ob ein Schauspieler ohne politische Erfahrung für das Amt eines Senators geeignet sei. Neben Murphy nimmt Lehrer in seinem Song auch Bezug auf den neu als dritten Senator für den Staat Massachusetts gewählten Robert F. Kennedy, die Schauspielerin und demokratische Politikerin Helen Gahagan (die für Richard Nixon den Begriff Tricky Dick prägte), und den gerade in die Politik eingestiegenen Schauspieler Ronald Reagan. Lehrer: Oh, gee, it’s great: at last we've got a Senator who can "really" sing and dance! (deutsch: Mensch, das ist großartig: endlich haben wir einen Senator, der wirklich singen und tanzen kann).[3]

- The Folk Song Army – In der Mitte der 60er Jahre wurde von zahlreichen Interpreten eine große Zahl von Protestsongs veröffentlicht. Sie dienten meist der Unterstützung neuer soziale Bewegungen wie der Friedensbewegung, namentlich in der Gegnerschaft zum Vietnamkrieg und zur atomaren Bewaffnung. Weitere Themen waren der Kampf gegen den in den USA allgegenwärtigen Rassismus, den Hunger in der Welt und zahlreiche Formen von Armut und Ungerechtigkeit. Lehrer spielt dabei auch auf die Rolle der politischen Lieder im Spanischen Bürgerkrieg an: Remember the war against Franco? That’s the kind where each of us belongs. Though he may have won all the battles, We had all the good songs! (deutsch: Erinnert ihr euch an Franco? Das ist unser Ding! Er mag alle Schlachten gewonnen haben, aber wir hatten die besseren Songs.)[4]

- Smut – Smut ist im amerikanischen Englisch eine umgangssprachliche Bezeichnung für Obszönität und insbesondere für Pornografie. 1957 hatte der United States Supreme Court mit sechs zu drei Stimmen die Verurteilung des Verlegers Samuel Roth wegen der Verbreitung obszöner Schriften (erotische Literatur und Aktfotografien) auf dem Postweg aufrechterhalten, da die Verbreitung dieser Art von Veröffentlichungen nicht durch den 1. Zusatzartikel zur Verfassung der Vereinigten Staaten geschützt sei. Roth verbüßte als Wiederholungstäter eine mehrjährige Haftstrafe. Allerdings hatte der Supreme Court auch festgestellt, dass Kunst, Literatur und wissenschaftliche Forschung auch in Bezug auf Inhalte sexueller Art unter dem Schutz des ersten Zusatzartikels stehen. Damit waren zahlreiche Werke der Weltliteratur nicht mehr der Zensur unterworfen, und die Strafandrohung für ihre Verbreitung hinfällig. Die Entscheidung gilt als Meilenstein in der US-amerikanischen Rechtsgeschichte und der Umgang mit "obszönem Material" war noch in den 60er Jahren Gegenstand der öffentlichen Debatte.[5]

- Send the Marines – der Song kritisiert den Militarismus der Außenpolitik der Vereinigten Staaten und spielt besonders auf die wiederholten militärischen Interventionen mit der Entsendung des United States Marine Corps an.[6]

- Pollution – Lehrer nimmt hier Bezug auf die Umweltverschmutzung, namentlich die Belastung von Trinkwasser und Luft mit Umweltgiften: If you visit American city, You will find it very pretty. Just two things of which you must beware: Don’t drink the water and don’t breathe the air! (deutsch: Wenn du eine amerikanische Stadt besuchst, wirst du sie ziemlich nett finden. Aber vor zwei Dingen musst du dich in Acht nehmen: trink' kein Wasser und atme keine Luft!)[7]

- So Long, Mom (A Song for World War III) – Mit diesem Song reagiert Lehrer auf die große Zahl von profitorientierten Medienveröffentlichungen aus Anlass der Jahrestage des Amerikanischen Bürgerkriegs, des Beginns des Ersten und des Endes des Zweiten Weltkriegs. Dazu gehörten auch zahlreiche Veröffentlichungen von LPs mit Liedern dieser Kriege. Dem setzte Lehrer vor dem Hintergrund der nuklearen Abschreckungstrategie des Gleichgewichts des Schreckens seinen Song zum Dritten Weltkrieg entgegen, der seiner Ansicht nach besser vorher geschrieben werden sollte.[8]

- Whatever Became of Hubert? – Hubert Humphrey, von 1948 bis 1964 der erste demokratische Senator für den US-Bundesstaat Minnesota, war seit Januar 1965 Vizepräsident der Vereinigten Staaten unter Lyndon B. Johnson. Mit der Amtsübernahme stand Humphrey, der zuvor eine der prägenden Gestalten der US-amerikanischen Politik gewesen war, im Schatten des Präsidenten und wurde öffentlich kaum noch wahrgenommen. Mit dem Song greift Lehrer den Gedanken auf, dass die Übernahme des Amtes des Vizepräsidenten keinen Karrieresprung darstellte, dass der Vizepräsident nur repräsentative Aufgaben hatte, und dass er erst durch den Tod des Präsidenten Bedeutung erlangte. Lehrer: Second fiddle’s a hard part, I know, When they don’t even give you a bow (deutsch: Die Zweite Geige zu spielen ist hart, ich weiß, wenn sie dir nicht einmal einen Bogen geben).[9]

- New Math – Die in den 60er Jahren im Gefolge des Sputnikschocks in den USA und Europa durchgeführte Reform des Mathematikunterrichts beinhaltete die Abkehr vom traditionellen Unterricht im Rechnen und die Hinwendung zu abstrakten Konzepten bereits im Grundschulalter. Diese Entwicklung wurde vielfach von Eltern und auch Lehrern kritisiert. New Math persifliert die Neuerungen mit einer Reihe fehlerhafter "Rechenbeispiele". Lehrer: In the new approach, as you know, the idea is to "understand what you’re doing", rather than to "get the right answer"! (deutsch: Der neuartige Ansatz ist, wie sie wissen, mehr zu "verstehen was sie tun" als "eine richtige Lösung zu erhalten"). Tom Lehrer selbst war auch Mathematik-Lehrer.[10]

- Alma – Alma Mahler-Werfel war im Dezember 1964 verstorben. Sie war in ihrer Jugend Komponistin und Malerin, wurde aber in der ersten Hälfte des 20. Jahrhunderts vor allem als Ehefrau des Komponisten Gustav Mahler, des Architekten Walter Gropius und des Dichters Franz Werfel sowie als Geliebte des Malers Oskar Kokoschka und weiterer Prominenter wahrgenommen. Obwohl sie selbst ihren jüdischen Ehemann Werfel in die Emigration begleitet hatte, fiel sie wenige Jahre vor ihrem Tod mit den antisemitischen Ausfällen in ihrer Autobiografie And the Bridge is Love auf, der zum Bruch mit mehreren Freunden führte. Die Ballade Lehrers nimmt indessen nur auf die drei Ehen und zahlreichen Liebschaften Mahler-Werfels Bezug.[11]

- Who’s Next? – In diesem Song listet Lehrer Staaten auf, die bereits im Rahmen der Waffenverbreitung in den Besitz von Nuklearwaffen gelangt sind, oder zukünftig welche besitzen könnten: Luxembourg is next to go, And, who knows, maybe Monaco. We’ll try to stay serene and calm, When Alabama gets the bomb! Who’s next, who’s next, who’s next? (deutsch: Luxemburg ist der Nächste, und, wer weiß, vielleicht Monaco. Wir werden versuchen die Ruhe zu bewahren, wenn Alabama die Bombe bekommt! Wer ist der Nächste, wer ist der Nächste, wer ist der Nächste?) In späteren Jahren tauschte Lehrer den Bundesstaat Alabama gegen Neiman Marcus aus, eine US-amerikanische Kette von Luxuskaufhäusern.[12]

- Wernher Von Braun – Der Song kritisiert den deutschstämmigen Raketenforscher und Raumfahrtpionier Wernher von Braun, insbesondere mit Blick auf seine Verstrickung in die nationalsozialistische Politik, die NS-Zwangsarbeit und die Konstruktion und Herstellung der "Vergeltungswaffe" V2. Dabei wird thematisiert, dass der "gute alte Amerikaner" von Braun seine in der NS-Diktatur begonnene Arbeit in den USA fast nahtlos fortsetzen konnte: Once the rockets are up, Who cares where they come down? That’s not my department, says Wernher Von Braun (deutsch: Wenn die Raketen erst einmal oben sind, wen kümmert es wo sie runterkommen? Das ist nicht meine Abteilung, sagt Wernher von Braun).[13] Die Angaben, Wernher von Braun habe Lehrer auf Schadensersatz verklagt und Lehrer deswegen seine Musikerkarriere beendet, sind unwahr, wie Tom Lehrer 2003 in einem Interview angab.[14]

- The Vatican Rag – Das Zweite Vatikanische Konzil der römisch-katholischen Kirche führte eine umfassende Liturgiereform durch, die auch ein breiteres Spektrum von Kirchenmusik erlaubte. Lehrer greift den Gedanken mit seinem Vatican Rag auf.[15]